# Leon Bauer
Leon Bauer (* 19. August 1998 in Kandel) ist ein ehemaliger deutscher Boxer und amtierender IBF Junioren-Weltmeister im Supermittelgewicht.

## Deutschlands jüngster Boxprofi
Bauer wurde von seinem Vater an den Boxsport herangeführt.
Sein Debüt als jüngster registrierter Profiboxer in Europa entschied Bauer am 18. April 2015 im Kampf gegen Kristof Mate durch K.o. in der ersten Runde für sich. Hierbei wurde der Boxpromoter Wilfried Sauerland auf ihn aufmerksam und nahm ihn unter Vertrag. Er gewann 2016 die Junioren-Weltmeisterschaft im Supermittelgewicht.
Am 8. Oktober 2017 wurde Bauer im Rahmen der German Boxing Awards in Hamburg als Newcomer des Jahres mit einem HERQUL geehrt.
Bauer wird von seinen Eltern gemanagt. Den Medienauftritt übernimmt eine Werbeagentur.

## Karrierestationen

### Als Amateur
- 2013: Karrierestart Amateur Baden-Württemberg
- 2014: Badischer Meister
- 2014: Süddeutscher Meister
- 2014: Deutscher Meister

### Als Profi
- 2015: Sondergenehmigung des BDB zum Wechsel mit 16 Jahren in den Profisport
- 2015: Profi-Debüt als jüngster Profiboxer Europas
- 2015: Vertrag mit der Sauerland Event GmbH als jüngster Profi in deren Geschichte
- 2015: fünf Siege (davon vier durch K.O.)
- 2016: Jüngster IBF-Junioren-Weltmeister im Supermittelgewicht[5]
- 2017: Erste Titelverteidigung IBF-Junioren-Weltmeisterschaft im Supermittelgewicht[6]
- 2017: Zweite Titelverteidigung IBF-Junioren-Weltmeisterschaft im Supermittelgewicht[7]
- 2017: Ehrung mit einem HERQUL als Newcomer des Jahres

## Kampfstatistik
| 18 Siege (10 K.o.-Siege), 0 Niederlagen, 1 Unentschieden |              |                                         |                     |                     |
| Jahr                                                     | Tag          | Ort                                     | Gegner              | Ergebnis für Bauer  |
| 2015                                                     | 18. April    | Rheinstrandhalle, Karlsruhe             | Kristof Mate        | Sieg (KO)           |
| 2015                                                     | 18. Juli     | Gerry Weber Stadium, Halle              | Misa Nikolic        | Sieg (TKO)          |
| 2015                                                     | 5. September | Energie Verbund-Arena, Dresden          | Darko Knezevic      | Sieg (RTD)          |
| 2015                                                     | 17. Oktober  | DM-Arena, Karlsruhe                     | Aleksandar Jankovic | Sieg (TKO)          |
| 2015                                                     | 21. November | TUI Arena, Hannover                     | Attila Kiss         | Sieg (UD)           |
|                                                          |              |                                         |                     |                     |
| 2016                                                     | 9. Januar    | Baden-Arena, Offenburg                  | Ondrej Marvan       | Sieg (TKO)          |
| 2016                                                     | 12. März     | Jahnsportforum, Neubrandenburg          | Dino Sabanovic      | Sieg (TKO)          |
| 2016                                                     | 9. April     | MGM Grand Garden Arena, Las Vegas       | Ilshat Khusnulgatin | Sieg (UD)           |
| 2016                                                     | 1. Oktober   | Jahnsportforum, Neubrandenburg          | Giorgi Khulelidze   | Sieg (KO)           |
| 2016                                                     | 3. Dezember  | Ufgauhalle, Karlsruhe                   | Gheorghe Sabau      | Sieg (TKO)          |
|                                                          |              |                                         |                     |                     |
| 2017                                                     | 11. März     | Friedrich-Ebert-Halle, Ludwigshafen     | Soso Abuladze       | Sieg (UD)           |
| 2017                                                     | 8. Juli      | Friedrich-Ebert-Halle, Ludwigshafen     | Abdallah Paziwapazi | Sieg (UD)           |
| 2017                                                     | 7. Oktober   | Hanns-Martin-Schleyer Halle, Stuttgart  | Atin Karabet        | Unentschieden (PTS) |
|                                                          |              |                                         |                     |                     |
| 2018                                                     | 24. Februar  | Arena Nürnberger Versicherung, Nürnberg | Marco Miano         | Sieg (UD)           |
| 2018                                                     | 2. Juni      | Stadionsporthalle, Hannover             | Atin Karabet        | Sieg (TKO)          |
| 2018                                                     | 8. Dezember  | KC Drazen Petrovic, Zagreb              | Jorge Silva         | Sieg (UD)           |
|                                                          |              |                                         |                     |                     |
| 2019                                                     | 6. April     | Congresspark, Wolfsburg                 | Mateo Damian Veron  | Sieg (UD)           |
| 2019                                                     | 9. November  | Kuppel, Hamburg                         | Toni Kraft          | Sieg (UD)           |
|                                                          |              |                                         |                     |                     |
| 2022                                                     | 30. Juli     | Hydro-Tech Eisarena, Königsbrunn        | Csaba Bolcskei      | Sieg (TKO)          |